# Marie Vilemína z Neippergu
Hraběnka Marie Vilemína z Neippergu (německy Maria Wilhelmina von Neipperg, 30. dubna 1738 – 21. října 1775) byla rakouská šlechtična ze středověkého rodu Neippergů a dvorní dáma. Známá však byla především svým mileneckým poměrem s císařem Františkem I. Štěpánem Lotrinským.

## Život
Byla dcerou říšského hraběte Viléma Reinharda z Neippergu a hraběnky Marie Františky Terezie z Khevenhüller-Frankenburgu. Její otec byl otcem a přítelem císaře Františka I.

### U císařského dvora a osobní život
Její otec ji v 16 letech přestavil u vídeňského císařského dvora, kde díky své nevšední kráse a vrozené přívětivosti ihned vzbudila pozornost. Brzy získala přezdívku „la belle Princesse“. V roce 1755 se stala dvorní dámou císařovny Marie Terezie a žila v schönbrunnském zámku. Císař se do ní brzy zamiloval a úplně ztratil zájem o svou manželku Marii Terezii, která mu porodila již 16 dětí.
V dubnu roku 1756 byla provdána za knížete Jana Adama Josefa z Auerspergu, a to na přání císařovny Marie Terezie, která na ni žárlila. Manželé po svatbě žili v Aueršperském paláci ve Vídni a na zámku Žleby, hlavní rezidenci Auerspergů v Čechách, který byl po sňatku Jana Adama s Vilemínou z Neippergu barokně přestavěn. S manželem neměla děti, starala se však o jeho dítě z prvního manželství. 
Vilemína ovšem i nadále udržovala vztah s císařem. V roce 1765 Františka Štěpána doprovázela na svatbu jeho syna Leopolda se španělskou infantkou Marií Luisou do Innsbrucku, kde náhle zemřel. Nikdy nezískala pozici oficiální císařské milenky a svůj vztah nikdy veřejně nepřiznali.
Po smrti císaře se hraběnka Marie Vilemína z Neippergu stále více uzavírala do soukromí. Zemřela 21. října 1775 v pouhých 37 letech.